# Пам'ятки історії Лубенського району
У Лубенському районі Полтавської області нараховується 65 пам'яток історії.
| #   | назва | адреса                                                         | роки події                 | роки встановлення          | автор                                     | матеріали                  | розміри                                    | рішення                                                                 |
| --- | --- | -------------------------------------------------------------- | -------------------------- | -------------------------- | ----------------------------------------- | -------------------------- | ------------------------------------------ | ----------------------------------------------------------------------- |
| 1.  | Братська могила радянських воїнів, пам'ятний знак полеглим землякам                                                                                 | с. Березівка, меморіальний комплекс                            | 1941, 1941–1945            | 1959                       | Харківський скульптурний комбінат         | залізобетон, цегла оштук.  | вис. ск. — 1,5 м, пост. — 1,0 м            | -                                                                       |
| 2.  | Братська могила радянських воїнів, пам'ятний знак полеглим воїнам-землякам                                                                          | с. Березоточа, парк, меморіальний комплекс                     | 1943, 1941–1945            | 1957                       | Харківський скульптурний комбінат         | залізобетон, цегла оштук.  | вис. ск. — 3,0 м, пост. — 2,0 м            | -                                                                       |
| 3.  | Братська могила радянських воїнів і жертв фашизму, пам'ятний знак полеглим воїнам-землякам                                                          | с. Біївці, меморіальний комплекс                               | 1941, 1943, 1941–1945      | 1950                       | Харківський скульптурний комбінат         | залізобетон, цегла оштук.  | вис. ск. — 3,0 м, пост. — 1,8 м            | Постанова Лубенського райвиконкому № 12від 12.04.1950                   |
| 4.  | Братська могила радянських воїнів, пам'ятний знак полеглим воїнам-землякам                                                                          | с. Броварки, меморіальний комплекс                             | 1943, 1941 −1945           | 1964                       | Місцеві майстри                           | обеліск — цегла оштук.     | вис. 2,2                                   | -                                                                       |
| 5.  | Братська могила радянських воїнів, серед яких захоронені воїни-прикордонники 94 прикордонного полку                                                 | с. Вільшанка                                                   | 1941, 1941 −1945           | 1966                       | Харківський скульптурний комбінат         | залізобетон, цегла оштук.  | вис. ск. — 2,8 м, пост. — 3,4 м            | -                                                                       |
| 6.  | Братська могила радянських воїнів і жертв фашизму, пам'ятний знак полеглим землякам                                                                 | с. Вищий Булатець, меморіальний комплекс                       | 1941, 1943, 1941–1945      | 1955                       | Харківський скульптурний комбінат         | залізобетон, цегла оштук.  | вис. ск. — 2,8 м, пост. −1,35 м            | -                                                                       |
| 7.  | Братська могила партизанів періоду громадянської війни                                                                                              | с. Вовчик                                                      | 1919                       | 1973                       | Місцеві майстри                           | обеліск — метал.           | вис. 2,2 м                                 | -                                                                       |
| 8.  | Могила радянського воїна, пам'ятний знак полеглим землякам                                                                                          | с. Вовчик, центр, меморіальний комплекс                        | 1943, 1941–1945            | 1956                       | ск. Я. Й. Рик, арх. Н. Г. Клейн           | залізобетон, цегла оштук.  | вис. ск. — 2,8 м, пост. — 4,0 м            | -                                                                       |
| 9.  | Пам'ятник трудової Слави — трактор «Фордзон» | с. Вовчик                                                      | -                          | 1965                       | Місцеві майстри                           | пост. — цегла оштук.       | вис. пост. — 1,8                           | -                                                                       |
| 10. | Братська могила радянських воїнів, пам'ятний знак полеглим воїнам-землякам                                                                          | с. Висачки, меморіальний комплекс                              | 1943, 1941–1945            | 1957                       | ск. А. Ю. Білостоцький, арх. О. І. Супрун | залізобетон, цегла оштук.  | вис. ск. — 2,5 м, пост. — 1,7 м            | -                                                                       |
| 11. | Братська могила радянських воїнів, пам'ятний знак полеглим воїнам-землякам                                                                          | с. В'язівок, меморіальний комплекс                             | 1941, 1941 −1945           | 1957                       | Харківський скульптурний комбінат         | залізобетон, цегла оштук.  | вис. ск. — 2,8 м, пост. — 3,0 м            | -                                                                       |
| 12. | Братська могила радянських воїнів, жертв фашизму, пам'ятний знак полеглим воїнам-землякам                                                           | с. Вили, меморіальний комплекс                                 | 1941, 1943                 | 1967, 1974 заміна          | Місцеві майстри                           | обеліск — метал            | вис. 2 м                                   | -                                                                       |
| 13. | Могила радянського воїна, пам'ятний знак полеглим воїнам-землякам                                                                                   | с. Губське, меморіальний комплекс                              | 1941, 1941 −1945           | 1958                       | Харківський скульптурний комбінат         | залізобетон, цегла оштук.  | вис. ск. — 2,8 м, пост. — 2,2 м            | -                                                                       |
| 14. | Братська могила радянських воїнів, пам'ятний знак полеглим воїнам-землякам                                                                          | с. Гінці                                                       | 1941, 1941–1945            | 1950, 1969 — заміна        | Місцеві майстри                           | обеліск — мармурова крихта | вис. 2,2 м                                 | -                                                                       |
| 15. | Братська могила радянських воїнів, пам'ятний знак полеглим воїнам-землякам                                                                          | с. Духове                                                      | 1941, 1941–1945            | 1959                       | Харківський скульптурний комбінат         | залізобетон, цегла оштук.  | вис. ск. — 2,8 м, пост. — 3,0 м            | -                                                                       |
| 16. | Братська могила радянських воїнів і жертв фашизму, пам'ятний знак полеглим землякам                                                                 | с. Єнківці, меморіальний комплекс                              | 1941, 1942, 1941–1945      | 1955                       | Харківський скульптурний комбінат         | залізобетон, цегла         | вис. ск. — 2,8 м, пост. — 2,2 м            | Постанова Лубенського райвиконкомувід 18.07.1950                        |
| 17. | Братська могила радянських воїнів, пам'ятний знак полеглим воїнам-землякам                                                                          | с. Ждани, меморіальний комплекс                                | 1941, 1941–1945            | 1956                       | ск. О. Г. Савельєв                        | залізобетон, цегла оштук.  | вис. ск. — 3,0 м, пост. — 2,5 м            | -                                                                       |
| 18. | Братська могила радянських воїнів, пам'ятний знак полеглим воїнам-землякам                                                                          | с. Жовтневе, меморіальний комплекс                             | 1941, 1941 −1945           | 1957                       | Харківський скульптурний комбінат         | залізобетон, цегла оштук.  | вис. ск. — 2,8 м, пост. −3,0 м             | -                                                                       |
| 19. | Братська могила учасника встановлення радянської влади, радянського воїна, пам'ятний знак полеглим воїнам-землякам                                  | с. Засулля, меморіальний комплекс                              | 1919,1941, 1941 −1945      | 1967                       | Харківський скульптурний комбінат         | залізобетон                | вис. 4,5 м                                 | -                                                                       |
| 20. | Братська могила радянських воїнів | с. Засулля, північно-східна околиця села                       | 1943                       | 1964                       | Харківський скульптурний комбінат         | залізобетон, цегла оштук.  | вис. ск. — 2,8 м, пост. — 3,0 м            | -                                                                       |
| 21. | Місце розстрілу і братська могила жертв фашизму | с. Засулля                                                     | 1941, 1943                 | 1946, 2001 — реконструкція | Місцеві майстри                           | цегла оштук.               | вис. 2,3                                   | -                                                                       |
| 22. | Братська могила радянських воїнів, пам'ятний знак полеглим воїнам-землякам                                                                          | с. Ісківці, меморіальний комплекс                              | 1941, 1943, 1941–1945      | 1957                       | Харківський скульптурний комбінат         | залізобетон, цегла оштук.  | вис. ск. — 2,2 м, пост. — 1,2 м            | Постанова Лубенського райвиконкому № 118від 12.04.1950                  |
| 23. | Пам'ятне місце, пов'язанез Т. Г. Шевченкомі О. С. Афанасьєвим-Чужбинським                                                                           | с. Ісківці, околиця села, парк, під Челядною горою             | 1843, 1845, 1846           | 1964                       | Місцеві майстри                           | криниця — бетон            | вис. — 0,8 м                               | -                                                                       |
| 24. | Братська могила радянських воїнів, пам'ятний знак полеглим воїнам-землякам                                                                          | с. Карпилівка                                                  | 1941, 1941–1945            | 1959                       | ск. А. Ю. Білостоцький, арх. О. І. Супрун | залізобетон, цегла оштук.  | вис. ск. — 2,2 м, пост. — 1,2 м            | -                                                                       |
| 25. | Братська могила радянських воїнів, де похований генерал-майор Ф. Д. Рубцов, пам'ятник землякам                                                      | с. Калайдинці                                                  | 1941, 1896–1941            | 1957                       | Харківський скульптурний комбінат         | залізобетон, цегла оштук.  | вис. ск. — 3,0 м, пост. — 2,5 м            | -                                                                       |
| 26. | Братська могила радянських воїнів | с. Клепачі, кладовище                                          | 1941                       | 1944, 1975 — заміна        | Місцеві майстри                           | обеліск — метал            | вис. 2,2 м                                 | -                                                                       |
| 27. | Братська могила радянських воїнів, пам'ятний знак полеглим землякам                                                                                 | с. Кононівка, меморіальний комплекс                            | 1941, 1941–1945            | 1957                       | Харківський скульптурний комбінат         | залізобетон, цегла оштук.  | вис. ск. — 3,0 м, пост. — 2,0 м            | -                                                                       |
| 28. | Братська могила радянських воїнів, пам'ятний знак полеглим воїнам-землякам                                                                          | с. Крем'янка, меморіальний комплекс                            | 1943, 1941 −1945           | 1957                       | Харківський скульптурний комбінат         | залізобетон, цегла оштук.  | вис. ск. — 2,8 м, пост. — 3,0 м            | -                                                                       |
| 29. | Братська могила радянських воїнів, пам'ятний знак полеглим воїнам-землякам                                                                          | с. Крутий Берег, меморіальний комплекс                         | 1941,1941 −1945            | 1959                       | ск. А. Ю. Білостоцький, арх. О. І. Супрун | залізобетон, цегла оштук.  | вис. ск. — 2,8 м, пост. — 3,5 м            | -                                                                       |
| 30. | Братська могила радянських воїнів | с. Лушники, кладовище                                          | 1941                       | 1974                       | Місцеві майстри                           | обеліск — метал            | вис. 2,2 м                                 | -                                                                       |
| 31. | Братська могила радянських воїнів, жертв фашизму, пам'ятний знак полеглим воїнам-землякам                                                           | с. Литвяки, меморіальний комплекс                              | 1941, 1942, 1941 −1945     | 1958                       | Харківський скульптурний комбінат         | залізобетон, цегла оштук.  | вис. ск. — 3,0 м, пост. — 3,5 м            | -                                                                       |
| 32. | Братська могила радянських воїнів, жертв фашизму, пам'ятний знак полеглим воїнам-односельчанам, пам'ятний знак Герою Радянського Союзу Д. І. Сірику | с. Луки, меморіальний комплекс                                 | 1941, 1941 −1945,1922-1944 | 1964, 1974                 | Полтавські художні майстерні              | залізобетон, цегла         | ск. — 2,8 м, пост. −2,5 м, обеліск — 2,2 м | Постанова Полтавського обкому партій і облвиконкому № 58 від 16.07.1973 |
| 33. | Братська могила радянських воїнів, пам'ятний знак полеглим воїнам-землякам                                                                          | с. Михнівці                                                    | 1941, 1941 −1945           | 1957                       | Харківський скульптурний комбінат         | залізобетон, цегла оштук.  | вис. ск. — 3,0 м, пост. — 2,6 м            | -                                                                       |
| 34. | Братська могила радянських воїнів, пам'ятний знак полеглим воїнам-землякам                                                                          | с. Малий В'язівок, меморіальний комплекс                       | 1941, 1941–1945            | 1967                       | Харківський скульптурний комбінат         | залізобетон, цегла оштук.  | вис. ск. — 2,8 м, пост. — 2,0 м            | -                                                                       |
| 35. | Братська могила радянських воїнів, пам'ятний знак полеглим воїнам-землякам                                                                          | с. Мацківці, меморіальний комплекс                             | 1941, 1941 −1945           | 1957                       | Харківський скульптурний комбінат         | залізобетон, цегла оштук.  | вис. ск. — 2,8 м, пост. — 3,5 м            | -                                                                       |
| 36. | Братська могила радянських воїнів, пам'ятник землякам                                                                                               | с. Мгар                                                        | 1941, 1943, 1941 −1945     | 1957                       | Харківський скульптурний комбінат         | залізобетон, цегла оштук.  | вис. ск. — 2,8 м, пост. — 3,4 м            | -                                                                       |
| 37. | Братська могила радянських воїнів, пам'ятний знак полеглим воїнам-землякам                                                                          | с. Матяшівка, меморіальний комплекс                            | 1941, 1943, 1941 −1945     | 1965                       | Харківський скульптурний комбінат         | залізобетон, цегла оштук.  | вис. ск. — 2,8 м, пост. — 2,4 м            | Постанова Лубенського райвиконкому за 1965 р.                           |
| 38. | Братська могила радянських воїнів, пам'ятний знак полеглим воїнам-землякам                                                                          | с. Новооріхівка, меморіальний комплекс                         | 1941, 1943, 1941 −1945     | 1953                       | Харківський скульптурний комбінат         | залізобетон, цегла оштук.  | вис. ск. — 2,5 м, пост. — 2,2 м            | -                                                                       |
| 39. | Братська могила радянських воїнів, пам'ятний знак полеглим землякам                                                                                 | с. Нижній Булатець, кладовище, меморіальний комплекс           | 1941, 1941–1945            | 1956                       | Харківський скульптурний комбінат         | залізобетон, цегла         | вис. ск. — 2,8 м, пост. — 1,9 м            | -                                                                       |
| 40. | Братська могила радянських воїнів, пам'ятний знак полеглим воїнам-землякам                                                                          | с. Новаки, меморіальний комплекс                               | 1941, 1941–1945            | 1958                       | ск. А. Ю. Білостоцький, арх. О. І. Супрун | залізобетон, цегла оштук.  | вис. ск. — 2,5 м, пост. — 3,0 м            | -                                                                       |
| 41. | Могила Героя Радянського Союзу П. М. Щербаня | с. Новаки, кладовище                                           | 1916-1980                  | 1980                       | ск. Вол. І.Семенюта, арх. Вас. І.Семенюта | граніт                     | вис. 2,2 м                                 | -                                                                       |
| 42. | Меморіальна дошка в пам'ять про перебування штабу 94 прикордонного полку                                                                            | с. Новаки, школа                                               | 1941                       | 1978                       | Полтавські художні майстерні              | граніт                     | 0,84 х 0,6 м                               | Постанова Полтавського обкому партії і облвиконкому № 34 від 18.04.1977 |
| 43. | Братська могила радянських воїнів, пам'ятний знак полеглим воїнам-землякам                                                                          | с. Окіп, меморіальний комплекс                                 | 1941, 1941 −1945           | 1959                       | Харківський скульптурний комбінат         | залізобетон, цегла оштук.  | вис. ск. — 2,5 м, пост. — 2,4 м            | -                                                                       |
| 44. | Братська могила радянських воїнів, пам'ятник землякам                                                                                               | с. Олексан-дрівка                                              | 1941, 1941 −1945           | 1963                       | Харківський скульптурний комбінат         | залізобетон, цегла оштук.  | вис. ск. −3,0 м, пост. — 2,5м              | -                                                                       |
|     | Могила радянського воїна | с. Олексан-дрівка                                              |                            |                            |                                           |                            |                                            |                                                                         |
| 45. | Пам'ятний знак полеглим воїнам-землякам | с. Оріхівка                                                    | 1941 −1945                 | 1957, 1982 реконструкція   | Харківський скульптурний комбінат         | залізобетон, цегла оштук.  | вис. ск. — 3,0 м, пост. — 2,0 м            | -                                                                       |
| 46. | Братська могила радянських воїнів, пам'ятний знак полеглим воїнам-землякам                                                                          | с. Остапівка, меморіальний комплекс                            | 1941, 1941 −1945           | 1957                       | Харківський скульптурний комбінат         | залізобетон, цегла оштук.  | вис. ск. — 2,8 м, пост. — 3,2 м            | -                                                                       |
| 47. | Братська могила радянських воїнів, пам'ятний знак полеглим воїнам-землякам                                                                          | с. Піски                                                       | 1941, 1941 −1945           | 1958                       | Харківський скульптурний комбінат         | залізобетон, цегла оштук.  | вис. ск. — 2,8 м, пост. — 2,3 м            | -                                                                       |
| 48. | Братська могила радянських воїнів, пам'ятний знак полеглим воїнам-землякам                                                                          | с. Пишне                                                       | 1941                       | 1955                       | Харківський скульптурний комбінат         | залізобетон, цегла оштук.  | вис. ск. — 2,8 м, пост. — 2,2 м            | -                                                                       |
| 49. | Братська могила радянських воїнів, пам'ятний знак полеглим воїнам-землякам                                                                          | с. Пулинці, меморіальний комплекс                              | 1941, 1941–1945            | 1954                       | Харківський скульптурний комбінат         | залізобетон, цегла оштук.  | вис. ск. — 2,8 м, пост. — 2,5 м            | -                                                                       |
| 50. | Братська могила радянських воїнів, пам'ятний знак полеглим воїнам-землякам                                                                          | с. П'ятигірці, кладовище, меморіальний комплекс                | 1941, 1943, 1941–1945      | 1967                       | Харківський скульптурний комбінат         | залізобетон, цегла оштук.  | вис. ск. −3,0 м, пост. — 2,5м              | -                                                                       |
| 51. | Могила Героя Радянського Союзу Д. К. Федорини | с. П'ятигірці, кладовище                                       | 1913 — 1971                | 1975                       | Полтавські художні майстерні              | граніт                     | вис. 2,0 м                                 | Постанова Полтавського обкому партії і облвиконкому № 20 від 14.03.1975 |
| 52. | Братська могила радянських воїнів, пам'ятний знак полеглим воїнам-землякам                                                                          | с. Ромодан (центр кол.с. Левко-Ромодан), меморіальний комплекс | 1941, 1943, 1941–1945      | 1967                       | Харківський скульптурний комбінат         | залізобетон                | вис. ск. — 2,8 м, пост. — 3,2 м            | -                                                                       |
| 53. | Братська могила радянських воїнів, пам'ятний знак полеглим воїнам-землякам                                                                          | с. Стадня, меморіальний комплекс                               | 1941, 1943, 1941 −1945     | 1957                       | Харківський скульптурний комбінат         | залізобетон, цегла оштук.  | вис. ск. — 2,8 м, пост. — 3,5 м            | -                                                                       |
| 54. | Братська могила радянських воїнів, жертв фашизму, пам'ятний знак полеглим воїнам-землякам                                                           | с. Снітин, меморіальний комплекс                               | 1941, 1943, 1941 −1945     | 1952                       | Харківський скульптурний комбінат         | залізобетон, цегла оштук.  | вис. ск. — 2,7 м, пост. — 3,0 м            | -                                                                       |
| 55. | Братська могила радянських воїнів | с. Солониця                                                    | 1943                       | 1957                       | Харківський скульптурний комбінат         | залізобетон, цегла оштук.  | вис. ск. — 2,8 м, пост. — 3,0 м            | -                                                                       |
| 56. | Братська могила радянських воїнів, пам'ятний знак полеглим воїнам-землякам                                                                          | с. Терни, меморіальний комплекс                                | 1941, 1941 −1945           | 1967                       | Харківський скульптурний комбінат         | залізобетон, цегла оштук.  | вис. ск. — 3,2 м, пост. — 2,5м             | -                                                                       |
| 57. | Могила радянського воїна | с. Тернівщина                                                  | 1941                       | 1957                       | Харківський скульптурний комбінат         | залізобетон, цегла оштук.  | вис. ск. — 2,8 м, пост. — 3,0 м            | -                                                                       |
| 58. | Братська могила радянських воїнів, пам'ятний знак полеглим воїнам-землякам                                                                          | с. Тарандинці, меморіальний комплекс                           | 1941, 1943, 1941 −1945     | 1958                       | ск. А. Ю. Білостоцький, арх. О. І. Супрун | залізобетон, цегла оштук.  | вис. ск. — 2,5 м, пост. — 1,0 м            | -                                                                       |
| 59. | Братська могила радянських воїнів, пам'ятний знак полеглим землякам                                                                                 | с. Тишки, меморіальний комплекс                                | 1941, 1943, 1941 −1945     | 1957                       | ск. О. Г. Щербина                         | залізобетон, цегла оштук.  | вис. ск. — 2,8 м, пост. — 4,0 м            | -                                                                       |
| 60. | Братська могила радянських воїнів, пам'ятний знак полеглим воїнам-землякам                                                                          | с. Хорошки, меморіальний комплекс                              | 1941, 1941 −1945           | 1957                       | Харківський скульптурний комбінат         | залізобетон, цегла оштук.  | вис. ск. — 2,8 м, пост. — 2,0 м            | -                                                                       |
| 61. | Братська могила радянських воїнів, пам'ятний знак полеглим воїнам-землякам                                                                          | с. Халепці                                                     | 1941                       | 1973                       | Місцеві майстри                           | обеліск — метал            | вис. 2,4 м                                 | -                                                                       |
| 62. | Братська могила радянських воїнів, пам'ятний знак полеглим воїнам-землякам                                                                          | с. Хитці, Калайдинців-ська с/р, меморіальний комплекс          | 1941, 1941 −1945           | 1958                       | Харківський скульптурний комбінат         | залізобетон, цегла оштук.  | вис. ск. — 3,0 м, пост. — 2,5 м            | -                                                                       |
| 63. | Братська могила радянських воїнів, пам'ятний знак полеглим воїнам-землякам                                                                          | с. Хитці, Шеківська с/р, меморіальний комплекс                 | 1941, 1941 −1945           | 1959                       | ск. А. Г. Щербина                         | залізобетон, цегла оштук.  | вис. ск. — 3,0 м, пост. — 3,2 м            | -                                                                       |
| 64. | Братська могила радянських воїнів, пам'ятний знак полеглим полеглим воїнам- землякам                                                                | с. Шеки, кладовище, меморіальний комплекс                      | 1941, 1941 −1945           | 1967                       | Харківський скульптурний комбінат         | залізобетон, цегла оштук.  | вис. ск. — 2,8 м, пост. — 1,2 м            | -                                                                       |
| 65. | Братська могила радянських воїнів, пам'ятний знак полеглим воїнам-землякам                                                                          | с. Шершнівка, меморіальний комплекс                            | 1943,1941 −1945            | 1967                       | ск. О. Г. Савельєв                        | залізобетон, цегла оштук.  | вис. ск. — 2,8 м, пост.                    |                                                                         |